# Lápis

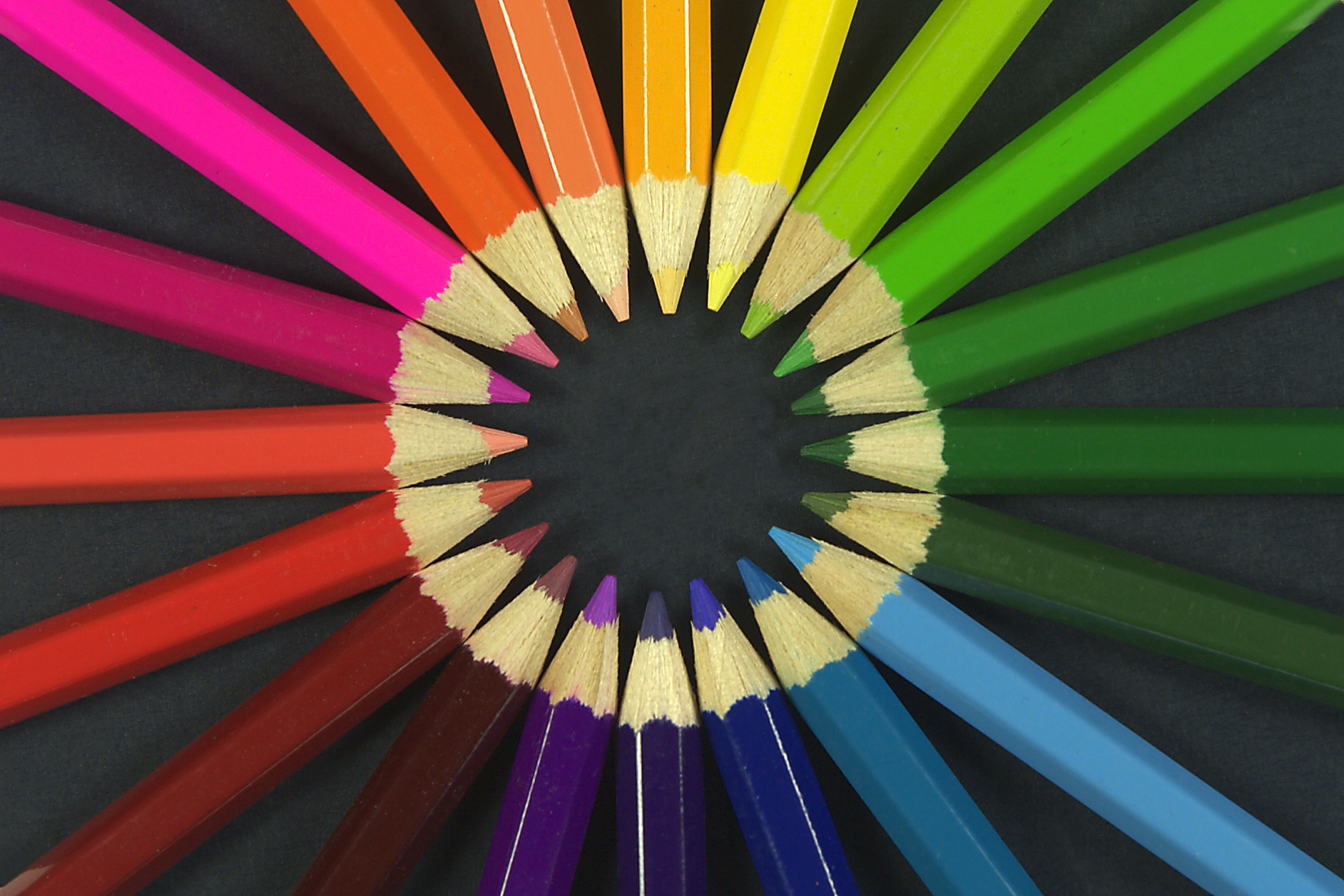
Lápis de cor.

Um lápis é um instrumento de escrever, pintar, desenhar e das mais variadas coisas, concebido para marcar, sublinhar e riscar. A acepção mais comum do termo atrela-se a um instrumento utilizado para escrever, ou mesmo riscar sobre um papel; usualmente construído através de um estilete de grafite revestido de madeira, o tradicional lápis de escrever preto ou grafite (cor mais cinzenta). Mudando-se o material do estilete, produzem-se de forma similar lápis de várias cores distintas.

## História
O precursor mais remoto do lápis talvez seja identificado como sendo as varas queimadas cujas pontas foram utilizadas pelos primitivos hominídeos para gravar inscrições nas cavernas, as famosas pinturas rupestres. Há cerca de 3.500 anos, na sociedade egípcia, as "varas" de rabiscar evoluíram para pequenos pincéis capazes de produzir linhas finas e escuras nas superfícies.
Há cerca de 1.500 anos, os gregos e romanos perceberam que estiletes metálicos serviam igualmente bem ou mesmo melhor ao propósito de registrar dados em superfícies. Por suas qualidades, o chumbo passou a ser amplamente empregado com tal fim.
O verdadeiro antepassado do lápis talvez seja o seu equivalente romano, o stylus; que consistia num pedaço de metal fino, normalmente chumbo revestido com alguma proteção (usualmente madeira) para evitar que os dedos se sujassem. O stylus era utilizados para escreverem-se os papiros.
Os primeiros lápis livres de chumbo datam do século XVI. Neste século foi descoberta, perto de Borrowdale, Cúmbria, Inglaterra, uma grande jazida de um material bastante puro e sólido, hoje reconhecido como o estado alotrópico mais comum do carbono, a grafite. À época nomeava-se tal elemento "chumbo negro" em alusão direta ao elemento concorrente e suas aplicações; e os habitantes locais descobriram rapidamente que o "chumbo negro" era muito útil para marcarem-se as ovelhas. Atando-se a grafite a varas de madeira, rapidamente surgiram os lápis rústicos, já livres de chumbo e parecidos aos que conhecemos hoje.
Sabe-se que os lápis de grafite não eram muito comuns antes de 1540, contudo, em uma obra sobre fósseis, Konrad Gesner faz saber que esses já estavam a se popularizar em 1565. A primeira produção de lápis em massa é atribuída a Friedrich Staedtler em 1622, em Nuremberg, na Alemanha.
A mina de grafite de Borrowdale permaneceu por muito tempo como a fornecedora da melhor matéria prima para se confeccionarem os lápis, e apenas em 1795, à época de Napoleão Bonaparte, o francês Nicolas-Jacques Conté encontrou uma forma viável de produzir grafite aplicável à escrita a partir de material de qualidade incompatível. Contudo, em 1832 a importância da mina era ainda notória, e uma fábrica de lápis instalava-se nas redondezas da mesma.
Mesmo com a ascensão dos lápis de grafite, os lápis de chumbo ainda guardaram significância até o século XIX, e vieram a extinguir-se definitivamente apenas no século XX, com a descoberta da toxicidade do chumbo.
A grafite é também empregada com vários outros propósitos, sendo entre outros, um excelente "lubrificante seco".
O maior consumidor é os Estados Unidos, consumindo 2 bilhões e 500 milhões ao ano e o Brasil é um dos maiores produtores mundiais do produto.

## O lápis mais antigo do mundo
Um lápis de mais de 3 séculos foi encontrado em meio às colunas do sótão de uma casa construída no século XVII. O lápis foi provavelmente esquecido por um carpinteiro por acidente. Este lápis é feito de 2 pedaços de madeira de tília, colados com uma barra de grafite entre elas e apresenta sinais de uso que atestam sua idade. O mais antigo exemplo de lápis de madeira do mundo, hoje é cuidadosamente preservado pelo acervo Faber-Castell localizado na Alemanha.

## Menor lápis
Duas instituições registram o que consideram o menor lápis do mundo:
- A "Assist World Records Research Foundation", da Índia, possui em seus registros o lápis confeccionado pelo micro-escultor Prakash Chandra Upadhyay com a dimensão de 0,5 cm de comprimento;[6]
- O "Guinness World Records" tem, em seus arquivos, a comprovação da fabricação de um lápis de 1,75 cm de comprimento pela empresa Faber-Castell em Stein.[7]